# Кепинов, Григорий Иванович
Григорий Иванович (Ованесович) Кепинов (Кепинян) (арм. Գրիգոր Քեպինյան; 3 (15) января 1886, Тифлис — 17 июля 1966, Москва) — советский скульптор. Заслуженный деятель искусств РСФСР (1958). Мастер психологического портрета.

## Биография

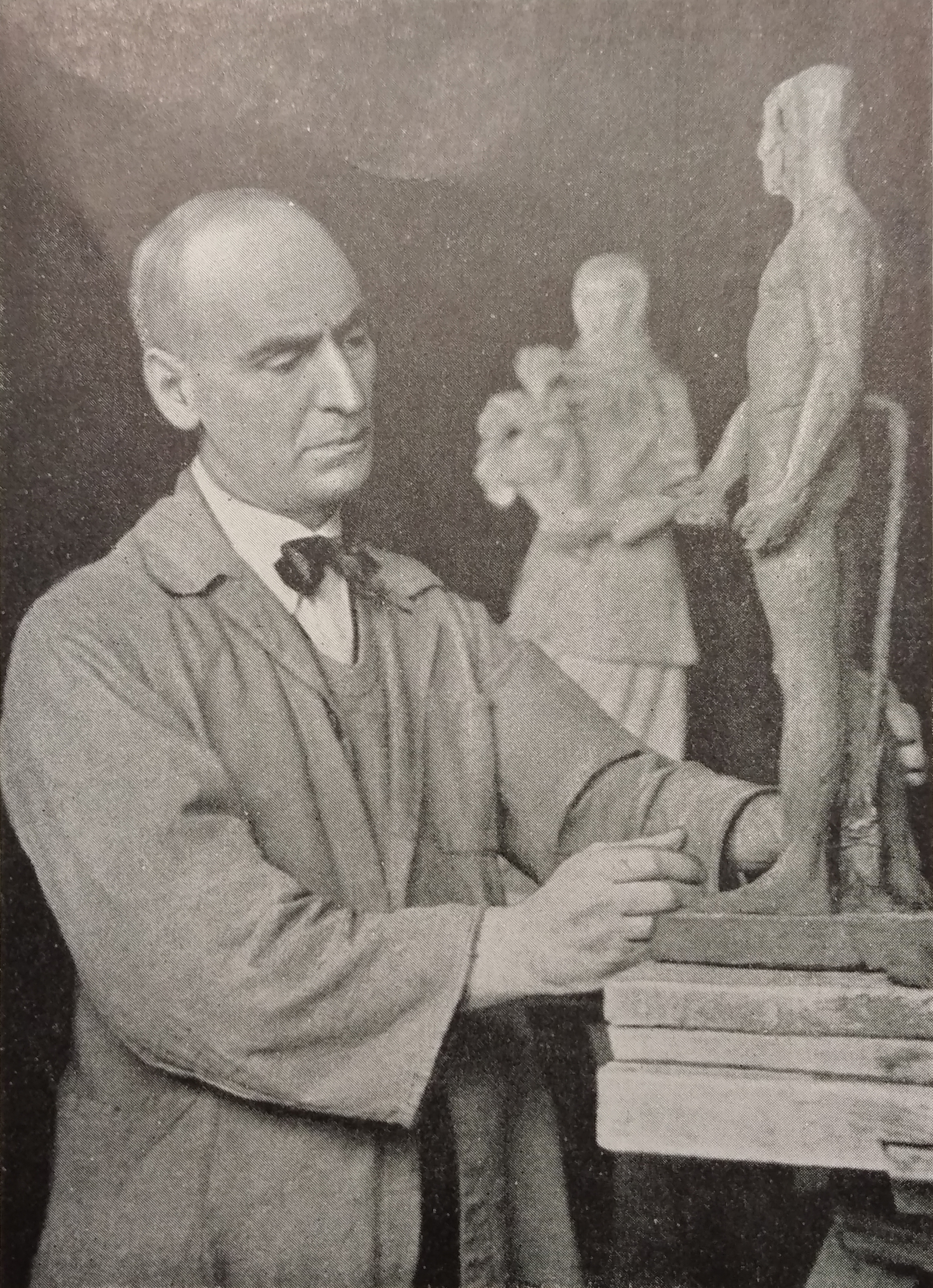
Г. И. Кепинов в мастерской

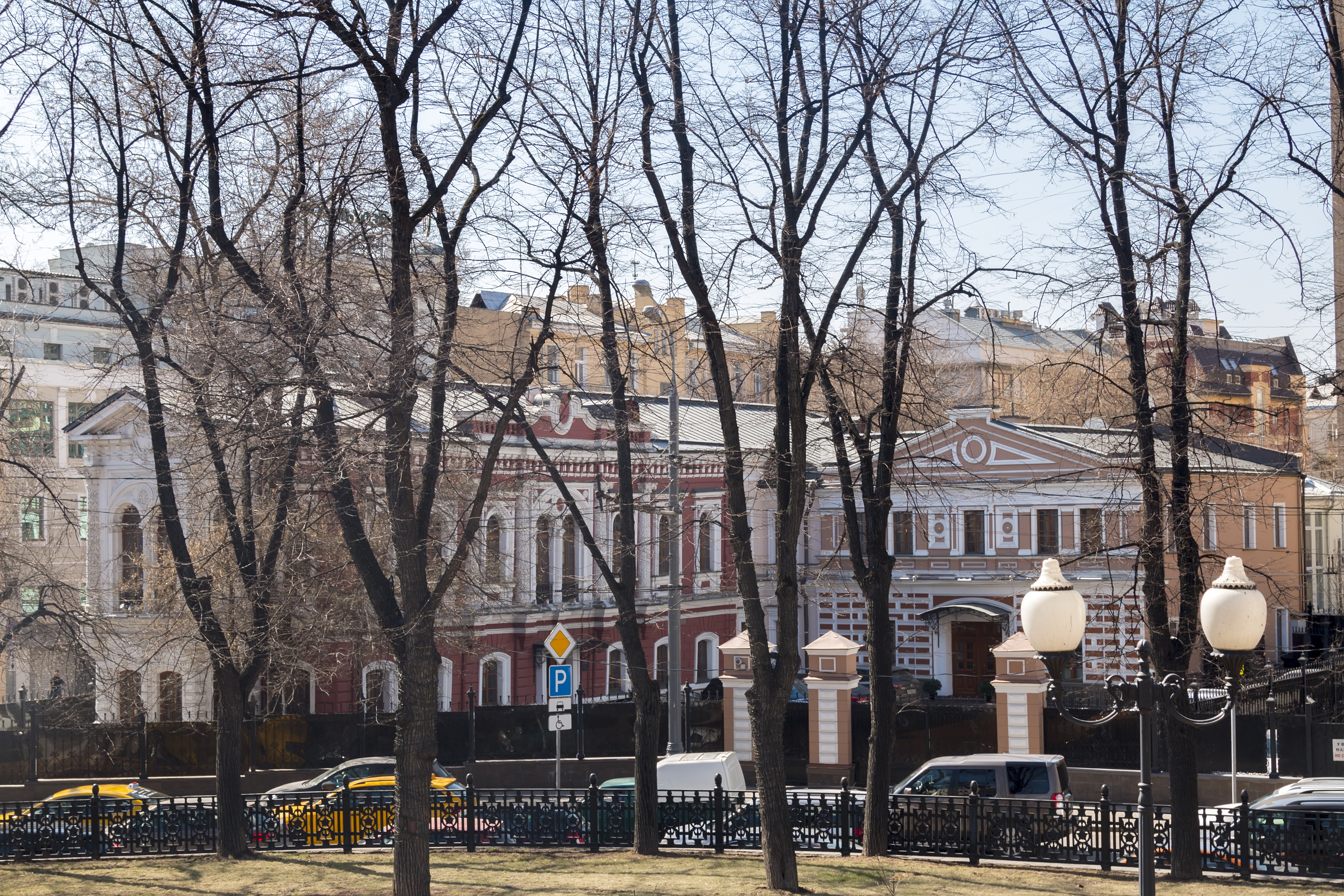
Городская усадьба П. Ф. Секретарёва,
в которой размещалась мастерская-квартира Г. И. Кепинова

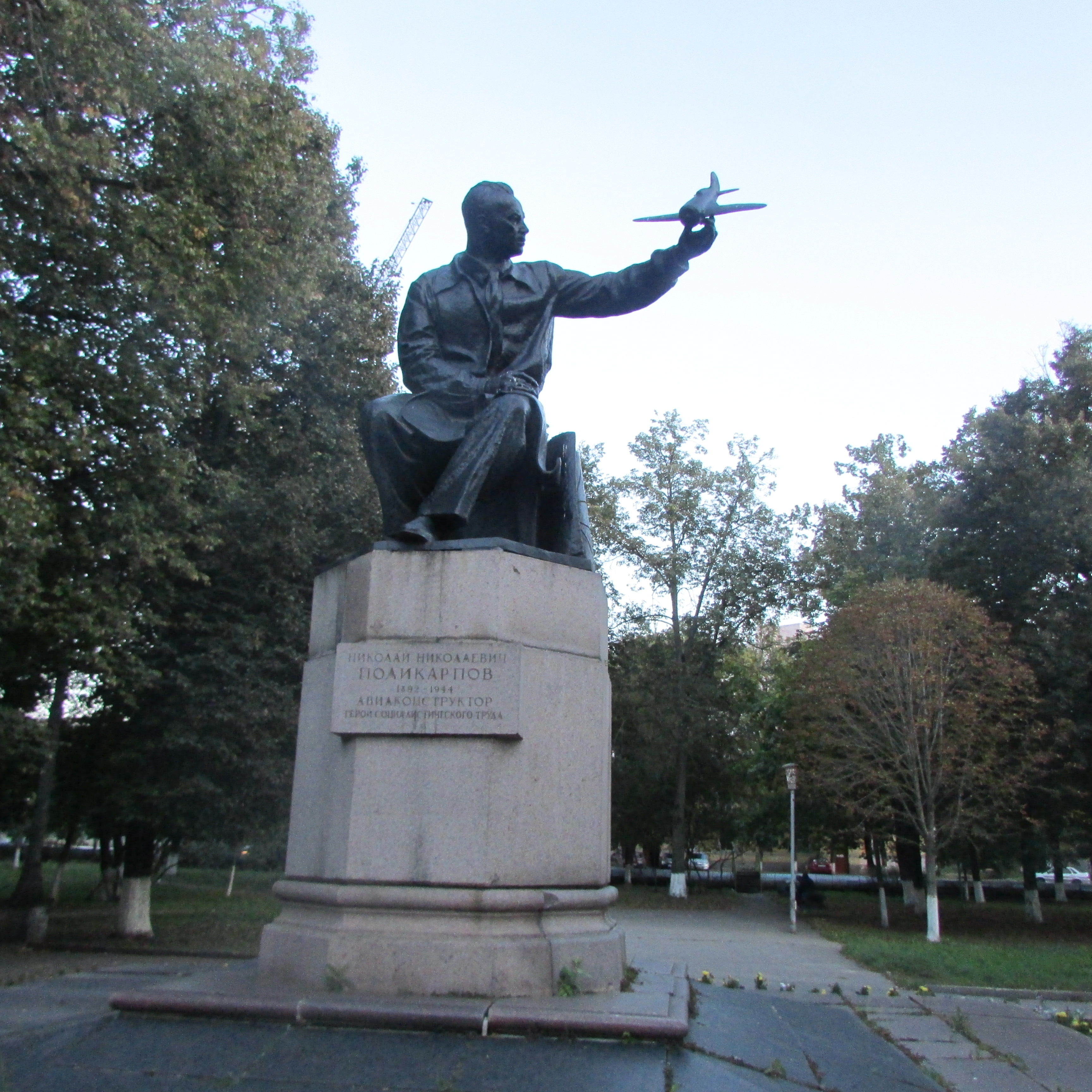
Памятник Н. Н. Поликарпову в Орле

Могила Г. И. Кепинова

Григорий Кепинов (Кепинян) родился 3 (15) января 1886 года в Тифлисе (ныне Тбилиси, Грузия). Во время учёбы в гимназии начал лепить и резать, однако в семье это занятие считали несерьёзным. В то же время он увлекался естесственными науками. После того как Кепинов показал свои работы приехавшему в Тифлис скульптору Н. Я. Николадзе, он решил серьёзно заняться скульптурой. До 1903 года учился в школе живописи и скульптуры Кавказского общества поощрения изящных искусств в Тифлисе.
В 1904 году Григорий Кепинов переехал в Санкт-Петербург и поступил на физико-математическом факультете Санкт-Петербургского университета. В то же время он не оставил желание заниматься скульптурой. Во время учёбы в университете он советовался со скульптором И. Я. Гинцбургом. Тот отговаривал Кепинова от поступления в Академию художеств, так как считал, что учёба в Париже в течение 2—3 лет равноценна академическому курсу.
Вероятно, желая уберечь сына от участия в революционных событиях 1905—1907 годов, родители дали согласие на поездку Кепинова в Париж. Первый раз он пробыл в Париже в 1906—1907 годах около семи месяцев. Там он учился в Академии Жюлиана и познакомился с рядом художников. Вернувшись в Санкт-Петербург, он сдал государственные экзамены в университете и стал добиваться возвращения в Париж. Во второй раз он поехал туда в 1908 году. Там среди его преподавателей были Рауль Верле и Поль Ландовски. Кепинов работал в мастерских О. Родена и П. П. Трубецкого. В 1912 году он выставлял скульптуры на Парижском салоне.
В 1913 году, в связи со смертью отца, Купинов вернулся в Тифлис. Он намеревался вскоре вернуться в Париж, но начавшаяся Первая мировая война помешала этим планам. В 1915 году он был призван на военную службу. В 1916 году участвовал в выставке армянских художников. В 1921 году переехал в Москву. Был членом и одним из организаторов Общества русских скульпторов.
В 1929 году работы Кепинова экспонировались в Нью-Йорке. Его персональные выставки проходили в 1935 и 1948 годах в Москве и в 1964 году в Ереване.
Во время Великой Отечественной войны жил и работал в Ереване, затем вернулся в Москву. Московская мастерская-квартира Григория Кепинова находись в небольшом особняке по адресу Гоголевский бульвар, 5 (городская усадьба П. Ф. Секретарёва).
Умер в Москве 17 июля 1966 года. Похоронен на Армянском кладбище.

## Творчество
Григорий Кепинов работал в станковой скульптуре, выполнял портреты современников и исторических лиц. Он получил изместность как мастер психологического портрета.
По утверждению В. Н. Арутюняна, дореволюционные работы Кепинова были выполнены в духе импрессионизма. Работы же 1920-х годов отдавали дань кубизму. По словам В. Н. Арутюняна, кубизм Кепинова «никогда не доходит до предельной деформации реальных пластических форм, но геометризация объемов, чрезмерная подчёркнутость анатомических членений, некоторая манерность в исполнении деталей мешают ему достичь единства внутреннего мира и внешнего выражения объекта, достичь полноценных реалистических образов».
По оценке Большой советской энциклопедии, его работы 1930-х годов отличались зрелостью мастерства, тонкостью и выразительностью лепки. На выставке, организованной в Кремле в 1924 году, барельефный портрет В. И. Ленина был признан одним из лучших и в дальнейшем был воспроизведен в Москве и других городах, а в 1932 году был увеличен (5,32×6,34 м, цемент) для зала заседаний дома НКВД в Ленинграде. Среди лучших станковых работ этого периода: портреты Веры Фигнер (1925, дерево, Третьяковская галерея, Москва; 1926, бронза, ленинградский Музей Революции), С. Л. Перовской (1928, мрамор, ГИМ, Москва), жены Т. Г. Кепиновой (1935, мрамор, Третьяковская галерея). В 1930-х Кепинов годах работал на Конаковском фаянсовом заводе вместе с И. Г. Фрих-Харом.
Работая в Ереване в годы Великой Отечественной войны, создал портреты Виктора Талалихина (1941, гипс, Министерство культуры СССР, Москва), Ивана Кожедуба (1945, бронза, Третьяковская галерея), Аветика Исаакяна (1942, гипс; 1960, бронза, Национальная галерея Армении), Мартироса Сарьяна (1941 гипс; 1949, мрамор, Национальная галерея Армении), Арама Хачатуряна (1945, гипс, Национальная галерея Армении).
Портреты последнего периода («Николай Мясковский», 1960, бронза, «Сергей Прокофьев», 1961, мрамор, оба — Министерство культуры СССР, Москва, «Мариам Асламазян», 1961, гипс, Национальная галерея Армении) отличаются вдохновением, точностью характеристики персонажей.
По словам художницы Мариам Асламазян, «В портретах Кепинов не гонится за внешним физическим сходством. Он исходит из человеческого нутра, раскрывая образ данного человека, его думы и чаяния. По портретам Кепинова можно написать биографию портретируемого, определить его профессию».

## Память
Портреты Г. И. Кепинова выполнили А. А. Осмёркин (масло, 1949), С. Д. Лебедева (гипс, 1956; бронзовый отлив — надгробие, 1967, Армянское кладбище, Москва), И. Л. Слоним (с собакой — гипс тонированный, 1959—1960; бронзовый отлив — 1967), Н. Б. Никогосян (бронза, 1964).

## Работы
Портреты
- Художница А. С. Меликова (гипс; 1907—1912)[1]
- Художница А. Мехдерян (гипс; 1907—1912)[1]
- Пианистка Е. С. Тигранова (гипс; 1907—1912)[1]
- Журналист А. Канчели (гипс; 1913—1920)[1]
- Архитектор А. И. Туманян (голова, этюд — гипс; 1913—1920)[1]
- В. Н. Тамамшева (голова — гипс, 1917; мрамор, 1919)[1]
- Обнаженная мужская фигура (гипс; 1913—1920)[1]
- Революционерка и писательница В. Н. Фигнер (голова — гипс тонированный, 1924, Ярославский художественный музей; дерево, 1925, ГТГ; бронза, 1926, Музей Великой Октябрьской социалистической революции, Ленинград; вариант — мрамор, 1934, ЦМР СССР)[1]
- Политический деятель Н. Н. Нариманов (гипс тонированный, 1925, ЦМР СССР)[1]
- Политический деятель С. А. Лозовский (гипс — 1926, Ярославский художественный музей, повторение — ЦМР СССР; бронза — 1927, Саратовский государственный художественный музей; барельеф — бронза, 1928—1930)[1]
- Жена Т. Г. Кепинова (гипс, 1926; цемент с медью, 1934; мрамор, 1935, ГТГ)[1]
- Революционерка-народница С. Л. Перовская (гипс, 1927, ГТГ; мрамор 1928, ГИМ)[1]
- Тамара (голова — мрамор, 1931—1932)[1]
- Историк Л. И. Рузер (гипс — 1933; бронза — 1935)[1]
- Грузин — комсомолец (голова — гипс, 1935; бронза, 1935, ГТГ)[1]
- А. С. Пушкин (гипс, 1939, Музей А. С. Пушкина, Москва)[1]
- И. В. Сталин (бронза, 1940; гипс тонированный, 1947, Иркутский областной художественный музей; мрамор, 1949, ГРМ)[1]
- Художник М. С. Сарьян (гипс тонированный — 1941; мрамор — 1948, ГТГ и 1949, Государственная картинная галерея Армении)[1]
- Художник П. Д. Корин (гипс тонированный — 1946—1947; бронза — 1947, Курская областная картинная галерея)[1]
- Художница М. А. Асламазян (гипс тонированный, 1961)[1]
- Художник Е. Е. Лансере (гипс — 1960-е годы, ГТГ)[1]
- Поэт А. С. Исаакян (гипс тонированный — 1942; бронза — 1942, Государственная картинная галерея Армении и 1960, ГЛМ)[1]
- Герой Советского Союза М. М. Громов (фигура — гипс тонированный, 1935—1938; бронза — 1938, ГТГ и 1957)[1]
- Герой Советского Союза В. В. Талалихин (голова — гипс, 1941, ГТГ; бронза, 1963; фигура — гипс, 1944)[1]
- Герой Советского Союза В. А. Борисов (гипс тон., 1944)[1]
- Трижды Герой Советского Союза И. Н. Кожедуб (бронза, 1945)[1]
- Белорусский партизан генерала М. И. Дук (гипс тонированный, 1944, Ярославский ИАМЗ)[1]
- Композитор А. И. Хачатурян (гипс, 1945; бронза, 1946, Тартуский художественный музей; мрамор, 1947, ГТГ)[1]
- Композитор Н. Я. Мясковский (голова — гипс тонированный, 1959—1960; бронза, 1960, ГТГ)[1]
- Композитор С. С. Прокофьев (голова — гипс, 1959—1960; мрамор, 1960-61, ГТГ)[1]
- Начальник инструментального цеха завода им. И. А. Лихачева С. Давыдов (гипс тонированный, 1950, Донецкий художественный музей)[1]
- Авиаконструктор Н. Н. Поликарпов (гипс тонированный, 1951—1957, Научно-мемориальный музей Н. Е. Жуковского, Москва)[1]
- Женская голова (мрамор, 1956, ГМИ УзбССР)[1]
- Академик А. И. Опарин (гипс тонированный, 1961)[1]
- Доктор искусствоведения, действительный член АХ СССР М. В. Алпатов (гипс тонированный — 1964, бронза — 1965, ГТГ и повторение — ГКГ Армении)[1]

Композиции
- Похищение Европы (глина; 1907—1912)[1]
- Плодородие (эскиз оформления фонтана; глина; 1907—1912)[1]
- У зенитного орудия (гипс тонированный, 1926)[1]
- Металлургия (гипс тонированный, 1936—1937)[1]
- Киргиз с барашком (дерево, 1938—1939, Киргизский ГМИИ)[1]
- Киргизка (дерево, 1938—1939, Киргизский ГМИИ)[1]
- Пробуждение (мрамор, 1957, Алтайский краевой музей изобразительных и прикладных искусств, Барнаул; гипс — 1957, Государственная картинная галерея Армении)[1]

Монументальные и монументально-декоративные произведения
- Эскиз памятника М. Ю. Лермонтову (пластилин; 1913—1920)[1]
- Эскиз оформления гостиницы «Мажестик» («Четыре времени года»; пластилин; 1913—1920)[1]
- Эскиз въездных ворот жилого дома в Тифлисе («Львы»; гипс; 1913—1920)[1]
- Проект памятника К. Марксу в Москве (гипс, 1920—1923, в бригаде под руководством С. С. Алёшина)[1]
- Проект памятника А. Н. Островскому в Москве (гипс, 1924, ГТГ)[1]
- Проект памятника советскому государственному и партийному деятелю С. Г. Шаумяну в Ереване (1928—1930, Государственная картинная галерея Армении; 1-я премия на конкурсе ЦИК Армении, 1930)[1]
- Проект памятника герою гражданской войны Н. А. Щорсу (1938-39; два варианта)[1]
- Проект надгробия Народной артистки СССР О. Л. Книппер-Чеховой (1961)[1]
- В. И. Ленин (барельеф — гипс, 1924, ЦМЛ; вариант — мрамор, 1935, вестибюль Госбанка СССР, Москва; цемент — 1931—1932, ЦМР СССР)[1]
- Рельеф «У зенитного орудия»[2]
- Рельеф «Физкультурная зарядка» для фасада поликлиники Наркомтяжпрома (терразит, 1935, 2 × 3,5 м, Москва, Китайгородский пр., д. 7)[2]
- Памятник-бюст генералу В. П. Каруну (бронза, гранит, 1945, Днепропетровск)[1]
- Надгробие профессора М. В. Вавилова (мрамор, гранит, 1953, Новодевичье кладбище, Москва)[1]
- Памятник Поликарпову в Орле (бронза, гранит, 1958; проекты — гипс, 1945, ГНИМА; гипс тонированный, 1949, Научно-мемориальный музей Н. Е. Жуковского)[1]
- Фигура «Лётчик» для гостиницы «Москва» (гипс тонированный, цемент, 1931—1932)[1]
- Аллегорическая композиция для набережной Москвы-реки (гипс, 1934)[1]

Керамика
- Женская маска (1907—1912)[1]
- Женщина с виноградом или «Сборщица винограда» (гипс, 1933; фаянс, 1934—1935, ГМК)[1]
- Кувшины (фаянс, один — 1934, ГМК)[1]
- Наборы для вина (фаянс, середина 1930-х годов)[1]

## Награды и звания
- Заслуженный деятель искусств РСФСР (1958)[8]

## Сочинения
- П. Трубецкой // Кавказ. — Тифлис, 1913. — 1 сентября.
- Выставка Тоидэе // Кавказ. — Тифлис, 1915. — 21 июня.
- Выставка Г. Якулова // Авангард. — М., 1922. — № 2.
- Скульптура Армении // Творчество. — М., 1940. — № 1.
- Технология скульптуры. — М.: Изогиз, 1936.
- Э. Фромантен. Старинные мастера. — СПб., 1913. (перевод с французского)
- Моро-Вотье. Заметки по технике живописи. — М., 1929. (перевод с французского)